# Tuba Demir
Tuba Demir (ur. 2005) – turecka zapaśniczka walcząca w stylu wolnym. Zajęła dwunaste miejsce na mistrzostwach świata w 2023.
Piąta na mistrzostwach Europy w 2025. Pierwsza na ME U-23 w 2025. Trzecia na MŚ juniorów w 2022 i 2024. Wygrała ME juniorów w 2023 i 2024; druga w 2022. Trzecia na MŚ kadetek w 2022. Pierwsza na ME kadetek w 2019 i 2022; druga w 2021 roku.